# La disoccupazione e il terzo capitalismo
La disoccupazione e il terzo capitalismo è un libro-intervista scritto a quattro mani da Paolo Savona, docente di politica economica, e Gianni Pasquarelli, ex direttore generale della Rai, in cui si affronta la spinosa tematica della disoccupazione, ricca di paradossi e contraddizioni.

## Descrizione
Savona, intervistato da Pasquarelli, cerca di chiarire le cause che tendono a ingrossare le file dei disoccupati, nonostante aumentino sia il reddito sia gli utili delle aziende. Inoltre, gli autori analizzano i rischi di una automazione esasperata e i pericoli di una concorrenza sleale da parte dei paesi emergenti, che sono in grado di produrre con costi del lavoro bassissimi.
Savona, rispondendo a Pasquarelli, inoltre introduce il lettore nel mondo del "terzo capitalismo", che è ormai già iniziato, spiegando quali dovrebbero essere le condizioni, i ruoli, i compiti e gli impegni sia del mondo imprenditoriale-finanziario sia della classe politica-amministrativa.
Nell'ultima parte del libro, gli autori presentano una rassegna di nuovi possibili mestieri che potrebbero diffondersi a macchia d'olio.

## Edizioni
- Paolo Savona, La disoccupazione e il terzo capitalismo, Segrate, Sperling & Kupfer, 1997,  pp. 119, cap. 4.